# Ouwehoeren
Ouwehoeren is een Nederlandse documentaire uit 2011. In niet-Nederlandstalige landen is de film bekend onder de naam Meet the Fokkens.
De documentaire vertelt het verhaal van de eeneiige tweeling Martine ("Tineke") en Louise Fokkens ("Loes") (1942), twee dames op leeftijd die sinds de jaren 60 als prostituee werken op de Amsterdamse Wallen. De film neemt de kijker mee langs plekken in Amsterdam waar de dames hun herinnering hebben liggen, en vertelt op die manier hun levensverhaal.
Naar aanleiding van IDFA 2011 is de film aangekocht door omroepen in Israël, Zweden en België, en vanuit onder meer Duitsland, Frankrijk, de VS en het Verenigd Koninkrijk is interesse getoond.

### Bestseller 60
| Boeken met noteringen in de Nederlandse Bestseller 60 | Jaar van verschijnen | Datum van binnenkomst | Hoogste positie | Aantal weken | Opmerkingen |
| ----------------------------------------------------- | -------------------- | --------------------- | --------------- | ------------ | ----------- |
| Ouwenhoeren                                           | 2011                 | 26-10-2011            | 14              | 24           |             |
| Ouwenhoeren op reis                                   | 2012                 | 10-10-2012            | 48              | 1            |             |